# طائرة كهربائية

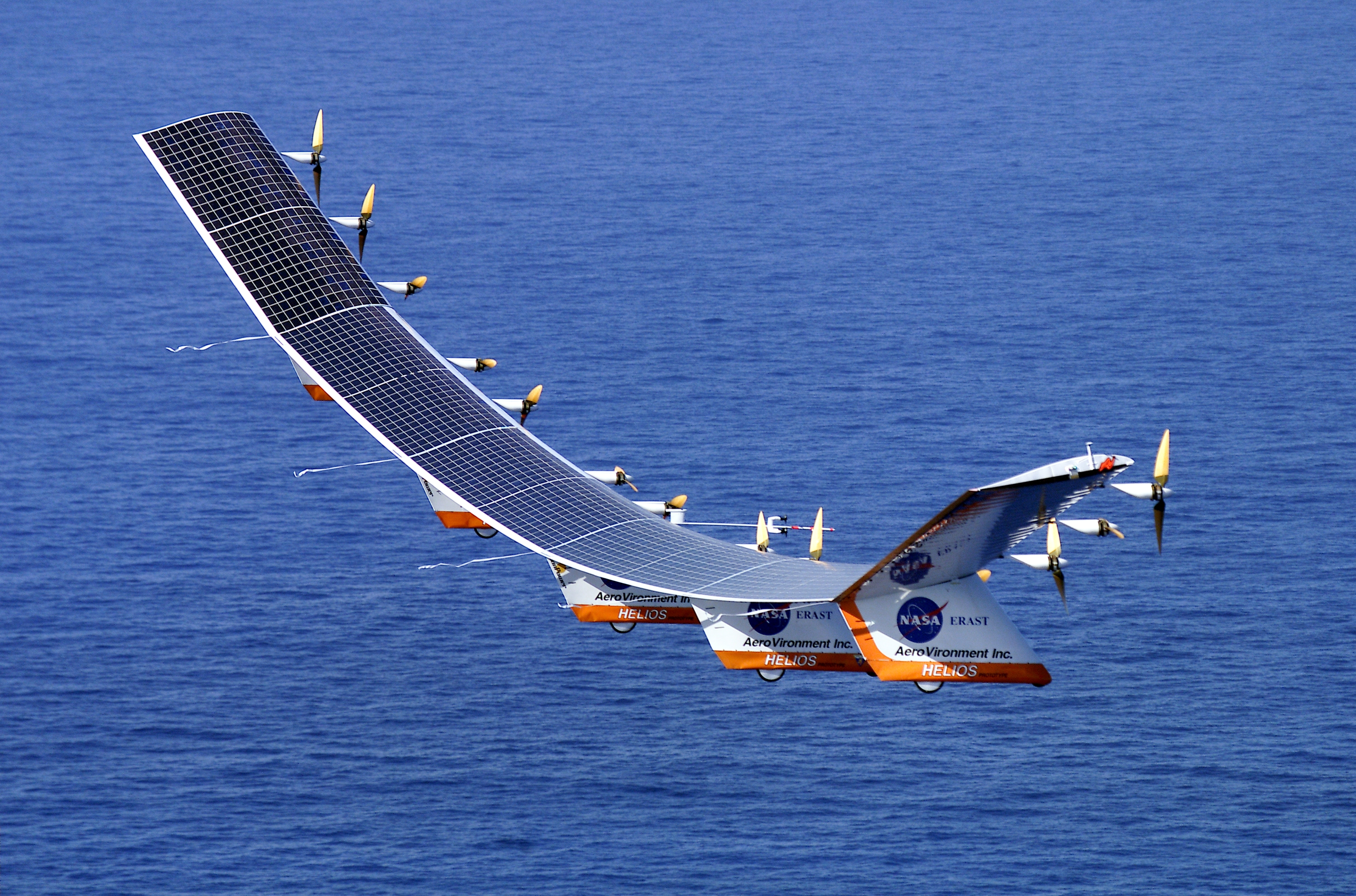
الطائرة "هيليوس" تعمل بالطاقة الكهربائية المولدة بواسطة الخلايا الشمسية.

الطائرة الكهربائية أو طائرة الطاقة الشمسية  هي طائرة تعمل بواسطة الطاقة الشمسية التي تنتج الكهرباء لتشغيل محرك كهربائي عوضاً عن محرك الاحتراق الداخلي. ومنها نوع لا يعتمد على الشمس وإنما يستخدم الطاقة الكهربائية الناتجة من خلايا الوقود أو المكثفات الفائقة أو بطاريات.
من أهم مزايا الطائرات الكهربائية هو ارتفاع مستوى الأمان، بسبب قلة احتمال الانهيار الميكانيكي أو قلة خطر اندلاع النيران في حالات الحوادث كما أنها تولد ضجيجاً أقل بالإضافة إلى أنها صديقة للبيئة بسبب عدم إطلاقها لغازات الدفيئة.
القصور الوحيد للطائرات الكهربائية هو قصر مدى طيرانها، من الممكن التغلب على هذا القصور بإضافة خلايا شمسية إلى جسم الطائرة لجعلها تعمل على الطاقة الشمسية، لكن في هذه الحالة يجب أن يكون مساحة سطح جسم الطائرة كبيراً بالنسبة لوزنها لكي تكون كفائتها عالية. توجد حالياً طائرات كهربائية تعمل بطيار أو بدون طيار في مجال التجريب.
في عام 2014 أعلنت سويسرا عن عزمها لبناء طائرة كهربائية شمسية تستطيع إجراء دورة كاملة حول الأرض من دون توقف. وقد تمت الاختبارات الأولية بنجاح. وسوف تقوم الطائرة برحلتها في عام 2015.

## مشاريع

### إلكترا
في 23 ديسمبر 2007 حلقت إلكترا إف-دبليو إم دي جي، المزودة بمحرك كهربائي قوة 25 حصان بخاري، وبطاريات بوليمر الليثيوم، والتي تحتوي على مقعد واحد، ويصل صافي وزنها إلى 155 كجم، وطول جناحها تسعة امتار. قامت برحلة لمدة 48 دقيقة من مطار في أعالى الألب، فرنسا.

## سولار إمبلس

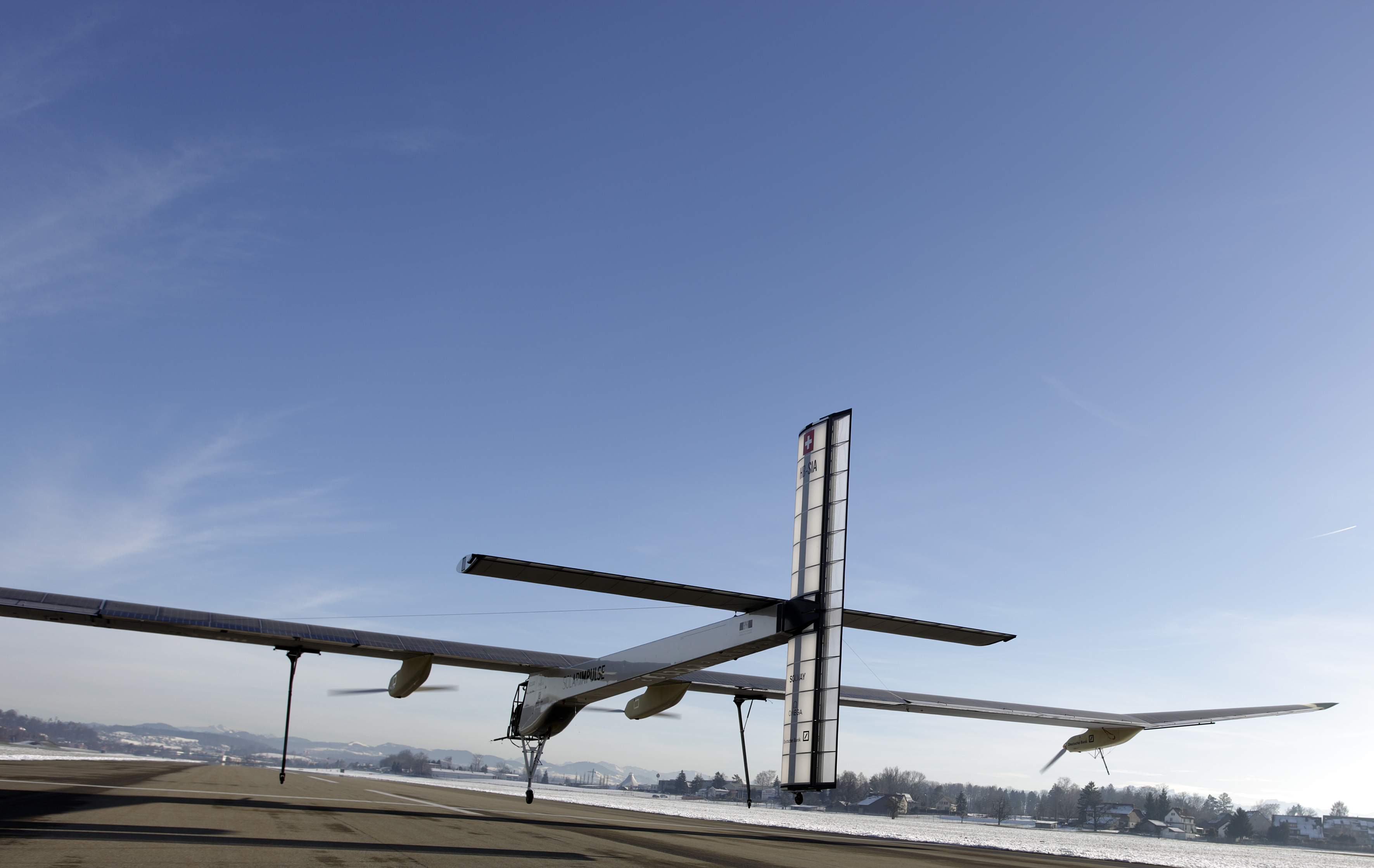
االطائرة الاختبارية "سولار إمبلس" خلال الاحتبار الأول في 43 ديسمبر 2009 في مدينة "دويبندورف".

سيقوم «برتراند بيكارد» مع كلية التقنيات الفدرالية بلوزان في سويسرا EPFL في عام 2015 بدورة كاملة حول الأرض. وسوف تستخدم الطائرة خلال الطيران الليلي بطاريات، كما ستعتمد على استغلال جزء من علو الطائرة لاكتساب طاقة الوضع.
وقد قامت ا لطائرة «سولار إمبلس» بأول محاولة للطيران يوم 7 أبريل 2010 . وقام الطيار «ماركوس شيردل» بقيادة الطائرة وأتم دورة حول قاعدة القوات الجوية السويسرية «بايرني».
ونجح أول طيران للطائرة ليلا يوم 8 يوليو 2010 . وطائرة بعد طيران لمدة 24 ساعة حول القاعدة الجوية بايرني، حيث بدأت طيرانها في اليوم السابق.
وفي يوم 13 مايو 2011 نجح أول طيران لها بين دولتين من «بايرني»، سويسرا إلى بروكسل. استغرقت المسافة 12 ساعة و 59 دقيقة.
كما نجحت «سولار إمبلس» في 5 يونيو 2012 خلال طيران لمدة 18 ساعة في الطيران من مدريد، إسبانيا إلى الرباط في المغرب، وكان ذلك أول طيران لطائرة بالطاقة الشمسية بين قارتين.